# 일본 프로 야구 최우수 투수
이 문서는 일본 프로 야구의 최우수 투수(일본어: 最優秀投手)에 관한 내용이다.

## 개요
센트럴 리그에서는 베스트 나인에 선정된 투수를 대상으로 1967년부터 시상했으며 퍼시픽 리그에서는 1953년부터 시상했다.
투표 위원에 의한 투표로 선정되어 ‘MVP와 동등하게 가치있는 것’이라는 위치를 부여할 수 있었고 제정 이후부터 수 년간은 MVP의 투표 대상으로 투수를 제외한 규정도 마련되어 있었다. 그러나 많은 경우 베스트 나인에 선정된 투수와 겹친(1956년에만 다르다) MVP를 제외하는 규정을 중간부터 없앤 결과 1957년부터 3년 연속으로 수상자가 MVP와 중복 수상을 하게 되면서 1959년까지 잠정 폐지되었다. 2002년부터 최고 승률에 바뀌어 시즌 승률이 가장 높은 투수(시즌 13승 이상을 기록한 투수 가운데 승률이 가장 높은 투수)에게 시상됐다.
참고로 그 이전에는 최우수 평균 자책점이나 최고 승률을 기록한 투수에게 ‘최우수 투수’라는 명칭으로 시상하거나 센트럴 리그에서는 1951년에서 1952년까지 평균 자책점과 승률로부터 ‘최우수 투수’로 선정 또는 시상이 이뤄진 적도 있었다.
2013년부터는 타이틀 이름을 ‘승률 제1위 투수상’으로 변경돼 센트럴·퍼시픽 양대 리그가 시상 규정을 ‘13승 이상으로의 승률 1위’로 통일하게 되었다. 이 때문에 실질적으로 ‘최우수 투수’라는 타이틀은 폐지돼 최고 승률이 타이틀로서 부활하는 형태가 되었다.

## 역대 수상자

### 1953년 ~ 1959년
| 연도 | 성명              | 소속              |
| ---- | ----------------- | ----------------- |
| 1953 | 가와사키 도쿠지   | 니시테쓰 라이온스 |
| 1954 | 니시무라 사다아키 | 니시테쓰 라이온스 |
| 1955 | 나카무라 다이세이 | 난카이 호크스     |
| 1956 | 시마바라 유키오   | 니시테쓰 라이온스 |
| 1957 | 이나오 가즈히사   | 니시테쓰 라이온스 |
| 1958 | 이나오 가즈히사   | 니시테쓰 라이온스 |
| 1959 | 스기우라 다다시   | 난카이 호크스     |

- 굵은 글씨는 MVP 수상 선수를 나타내며 퍼시픽 리그에서만 시상했다.

### 1967년 ~ 2001년
| 연도 | 성명              | 소속                   |
| ---- | ----------------- | ---------------------- |
| 1967 | 오가와 겐타로     | 주니치 드래건스        |
| 1968 | 에나쓰 유타카     | 한신 타이거스          |
| 1969 | 다카하시 가즈미   | 요미우리 자이언츠      |
| 1970 | 히라마쓰 마사지   | 다이요 웨일스          |
| 1971 | 히라마쓰 마사지   | 다이요 웨일스          |
| 1972 | 호리우치 쓰네오   | 요미우리 자이언츠      |
| 1973 | 다카하시 가즈미   | 요미우리 자이언츠      |
| 1974 | 호리우치 쓰네오   | 요미우리 자이언츠      |
| 1975 | 소토코바 요시로   | 히로시마 도요 카프     |
| 1976 | 이케가야 고지로   | 히로시마 도요 카프     |
| 1977 | 고바야시 시게루   | 요미우리 자이언츠      |
| 1978 | 니우라 히사오     | 요미우리 자이언츠      |
| 1979 | 고바야시 시게루   | 한신 타이거스          |
| 1980 | 에가와 스구루     | 요미우리 자이언츠      |
| 1981 | 에가와 스구루     | 요미우리 자이언츠      |
| 1982 | 기타벳푸 마나부   | 히로시마 도요 카프     |
| 1983 | 엔도 가즈히코     | 요코하마 다이요 웨일스 |
| 1984 | 야마네 가즈오     | 히로시마 도요 카프     |
| 1985 | 고마쓰 다쓰오     | 주니치 드래건스        |
| 1986 | 기타벳푸 마나부   | 히로시마 도요 카프     |
| 1987 | 구와타 마스미     | 요미우리 자이언츠      |
| 1988 | 오노 가즈유키     | 주니치 드래건스        |
| 1989 | 사이토 마사키     | 요미우리 자이언츠      |
| 1990 | 사이토 마사키     | 요미우리 자이언츠      |
| 1991 | 사사오카 신지     | 히로시마 도요 카프     |
| 1992 | 사이토 마사키     | 요미우리 자이언츠      |
| 1993 | 이마나카 신지     | 주니치 드래건스        |
| 1994 | 야마모토 마사히로 | 주니치 드래건스        |
| 1995 | 사이토 마사키     | 요미우리 자이언츠      |
| 1996 | 사이토 마사키     | 요미우리 자이언츠      |
| 1997 | 야마모토 마사     | 주니치 드래건스        |
| 1998 | 사사키 가즈히로   | 요코하마 베이스타스    |
| 1999 | 우에하라 고지     | 요미우리 자이언츠      |
| 2000 | 구도 기미야스     | 요미우리 자이언츠      |
| 2001 | 후지이 슈고       | 야쿠르트 스왈로스      |

- 센트럴 리그에서만 시상했고 베스트 나인에 선정된 투수와 같다.

### 2002년 이후
| 연도 | 센트럴 리그       | 센트럴 리그        | 퍼시픽 리그     | 퍼시픽 리그                | 퍼시픽 리그 |
| 연도 | 성명              | 소속               | 성명            | 소속                       | 승률        |
| ---- | ----------------- | ------------------ | --------------- | -------------------------- | ----------- |
| 2002 | 우에하라 고지     | 요미우리 자이언츠  | 제레미 파웰     | 오사카 긴테쓰 버펄로스     | .630        |
| 2003 | 이가와 게이       | 한신 타이거스      | 사이토 가즈미   | 후쿠오카 다이에 호크스     | .870        |
| 2004 | 가와카미 겐신     | 주니치 드래건스    | 이와쿠마 히사시 | 오사카 긴테쓰 버펄로스     | .882        |
| 2005 | 구로다 히로키     | 히로시마 도요 카프 | 사이토 가즈미   | 후쿠오카 소프트뱅크 호크스 | .941        |
| 2006 | 가와카미 겐신     | 주니치 드래건스    | 사이토 가즈미   | 후쿠오카 소프트뱅크 호크스 | .783        |
| 2007 | 다카하시 히사노리 | 요미우리 자이언츠  | 나루세 요시히사 | 지바 롯데 마린스           | .941        |
| 2008 | 세스 그레이싱어   | 요미우리 자이언츠  | 이와쿠마 히사시 | 도호쿠 라쿠텐 골든이글스   | .840        |
| 2009 | 디키 곤잘레스     | 요미우리 자이언츠  | 다르빗슈 유     | 홋카이도 닛폰햄 파이터스   | .750        |
| 2009 | 디키 곤잘레스     | 요미우리 자이언츠  | 스기우치 도시야 | 후쿠오카 소프트뱅크 호크스 | .750        |
| 2010 | 마에다 겐타       | 히로시마 도요 카프 | 스기우치 도시야 | 후쿠오카 소프트뱅크 호크스 | .696        |
| 2011 | 요시미 가즈키     | 주니치 드래건스    | 다나카 마사히로 | 도호쿠 라쿠텐 골든이글스   | .792        |
| 2012 | 우쓰미 데쓰야     | 요미우리 자이언츠  | 셋쓰 다다시     | 후쿠오카 소프트뱅크 호크스 | .773        |

- 센트럴 리그는 베스트 나인에 선정된 투수와 같으며 퍼시픽 리그에서는 승률 1위를 기록한 투수를 일컫는다.

## 같이 보기
- 사와무라 에이지상 - 일본 프로 야구에서 가장 뛰어난 선발 투수에게 주어지는 상
- 사이 영 상 - 메이저 리그 베이스볼에서 가장 뛰어난 투수에게 주어지는 상